# Saghe leggendarie
Le saghe leggendarie (in norreno: Fornaldarsögur, "storie dei tempi passati") sono saghe che, al contrario delle saghe degli Islandesi, sono ambientate negli anni precedenti alla colonizzazione dell'Islanda; ci sono tuttavia alcune eccezioni, come l'Yngvars saga víðförla, ambientata nell'XI secolo. Queste saghe furono probabilmente scritte quasi tutte in Islanda nella seconda metà del XIV secolo, sebbene alcune siano più antiche e altre più tarde, come la Hrólfs saga kraka ok kappa hans.

## Descrizione delle saghe
Lo scenario è principalmente la Scandinavia, ma occasionalmente ci si sposta in luoghi più distanti ed esotici. Ci sono anche molto spesso elementi mitologici, come nani, elfi, giganti e magia. Nei secoli passati le saghe leggendarie erano considerate fonti storiche affidabili dagli studiosi scandinavi, ma nel XIX secolo si cominciò a ritenerle molto povere di materiale storico reale. L'attuale opinione è che, sebbene alcune saghe contengano un nucleo di verità storica o siano basate su personaggi realmente esistiti, la funzione primaria delle saghe leggendarie era il divertire e il suo scopo non era presentare una storia accurata dal punto di vista storico. Tuttavia, recentemente è stato sottolineato che le saghe sono utili documenti per comprendere la cultura dell'Islanda Due-Trecentesca, "in termini di luce che gettano sulla cultura del periodo in cui furono composti", cioè l'Islanda tardomedievale.
Alcune delle saghe sono basate su personaggi storici, e ciò è evidente nei casi in cui ci sono fonti che le avvalorano, come la Ragnars saga loðbrókar, l'Yngvars saga víðförla e la Saga dei Völsungar. Nel caso della Saga di Hervör, essa cita nomi di luoghi storici dell'Ucraina del periodo tra il 150 e il 450, e l'ultima parte della saga è stata usata come fonte storica della storia della Svezia.
Spesso contengono materiale germanico molto antico, come la Saga di Hervör e la Saga dei Völsungar che contengono poesie su Sigurðr che non hanno trovato posto nell'Edda poetica e che sarebbero altrimenti andate perdute. Altre saghe parlano di eroi come Ragnar Lodbrok, Hrólfr Kraki e Örvar-Oddr.

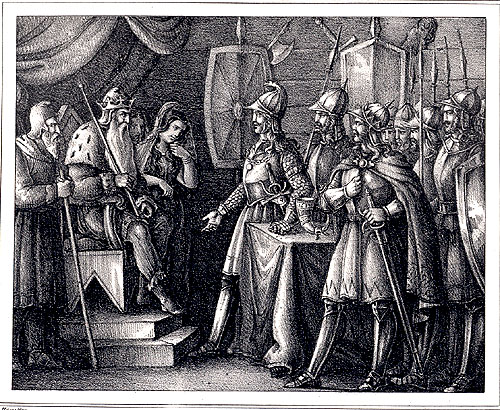
Hjörvard e Hjalmar si propongono ad Ingeborg

Le saghe leggendarie hanno grande valore nella ricerca delle leggende, poiché contengono informazioni provenienti da molti tipi di storie, di cui altrimenti non ci sarebbe documentazione in Scandinavia precedente la metà del XIX secolo; sono anche di grande utilità per gli studiosi delle ballate medievali scandinave, che sono spesso basate sullo stesso materiale. Inoltre sono molto importante anche per lo studio delle leggende eroiche scandinave e germaniche, insieme alle Gesta Danorum di Saxo Grammaticus che si basa sulla stessa poesia e tradizione eroica.
I filologi in genere hanno tenuto in scarsa considerazione le saghe leggendarie, in termini di valore letterario, rispetto alle saghe degli Islandesi. Il contenuto è spesso meno realistico, i personaggi meno profondi, e le saghe spesso prendono in prestito temi l'una dall'altra e dalle leggende popolari.
Le saghe leggendarie hanno influenzato autori più tardi, per esempio lo svedese Esaias Tegnér, che scrisse la Saga di Frithiof basata sulla Friðþjófs saga ins frækna.

## Elenco di saghe leggendarie
Ecco un elenco di saghe leggendarie:
- Áns saga bogsveigis
- Ásmundar saga kappabana, una saga basata sull'opera tedesca intitolata Das Hildebrandenslied (La canzone di Ildebrando)
- Bósa saga ok Herrauðs, che ha come il Beowulf eroi geati
- Egils saga einhenda ok Ásmundar berserkjabana
- Eireks saga víðförla
- Frá Fornjóti ok hans ættmönnum
- Friðþjófs saga ins frækna
- Gautreks saga
- Gríms saga loðinkinna
- Göngu-Hrólfs saga
- Hálfdanar saga Brönufóstra
- Hálfdanar saga Eysteinssonar
- Hálfs saga ok Hálfsrekka, una leggenda norvegese il cui eroe è stato comparato a Hrólfr Kraki
- Hervarar saga ok Heiðreks, una saga che potrebbe essere di origine svedese e che contiene eroi svedesi, geati e goti; questa saga serve tuttora come fonte per gli storici svedesi
- Hjálmþés saga ok Ölvis
- Hrólfs saga Gautrekssonar, una saga su una principessa guerriera svedese vinta da un principe geato
- Hrólfs saga kraka ok kappa hans, saga collegata al poema in antico inglese Beowulf
- Hrómundar saga Gripssonar
- Illuga saga Gríðarfóstra, una saga di stile fiabesco più tradizionale in ci un giovane libera una donna troll e la sua bellissima figlia da una maledizione
- Ketils saga hœngs
- Örvar-Odds saga (due versioni)
- Ragnars saga loðbrókar (due versioni); sappiamo che l'eroe di questa leggenda è esistito veramente e che conquistò Parigi, diventando forse il più famoso di tutti i Vichinghi
- Sturlaugs saga starfsama, che precede la Göngu-Hrólfs saga
- Sögubrot af nokkrum fornkonungum í Dana ok Svía veldi, un frammento (Sögubrot) di un'opera più ampia che parla di antichi re svedesi e danesi
- Sörla saga sterka
- Völsunga saga, la versione scandinava del Nibelungenlied
- Yngvars saga víðförla, una saga tarda di origine svedese ambientata nell'XI secolo le cui basi storiche sono indiscutibili grazie al fatto che sono avvalorate da altre fonti storiche
- Þorsteins saga Víkingssonar

## Þættir leggendari
I cosiddetti Þættir leggendari trattano lo stesso materiale delle saghe leggendarie, ma come dice il nome sono più brevi (Þættir significa "brevi storie"). Tra i più famosi ci sono il Norna-Gests þáttr, il Ragnarssona þáttr e il Sörla þáttr.